# Cal Gallard (l'Arboç)
Cal Gallard és una obra del municipi de l'Arboç inclosa en l'Inventari del Patrimoni Arquitectònic de Catalunya.
Actualment és una escola (on s'hi pot fer: parvulari, educació primària, educació secundària obligatòria, batxillerat i alguns cicles formatius) concertada de la Generalitat de Catalunya i un Campus esportiu i de lleure per infants i adults amb fins a 8 seccions esportives diferents amb conveni amb el club Gimnàstic de Tarragona i 9 activitats culturals, artístiques i científiques. L'educació secundària obligatòria (ESO) és de titularitat privada.

## Descripció
Cal Gallard té una extensió de quatre hectàrees de terreny. L'edifici és de grans dimensions i està format per tres cossos (el del mig sobresortint de la resta) de tres plantes cadascun. El cos central té uns baixos amb una porta d'arc de mig punt i una finestra quadrada a cada banda. La planta principal presenta una galeria al centre de quatre columnes amb arcs de mig punt i una finestra rectangular a cada banda. La segona planta té petites finestres.
El cos dret i esquerre presenten a les golfes unes finestretes de mig punt decorades amb dibuixos geomètrics. Les plantes principals presenten quatre finestres. Hi ha també un rellotge de sol a la dreta. Els baixos presenten certes divergències, el cantó dret té una tribuna i una finestra a cada banda, mentre que l'esquerre té tres finestres.

## Història
La casa es construí el 1874, i el 1943 se li va fer una considerable reforma. La part més antiga és la planta baixa.
Aquesta construcció tenia un aire modernista. Fou edificada per Manuel Marqués, i les posteriors reformes foren fetes pel seu fill Isidre. Era una finca d'esbargiment que també incloïa terres de conreu. Durant la Guerra Civil l'edifici esdevingué centre d'acollida d'uns 90 orfes ferroviaris provinents de Madrid. També fou un centre de ferits de guerra. Les reformes fetes l'any 1943 modificaren sobretot el primer i segon pis. Des de principis dels 1980, l'edifici i els terrenys foren adquirits per l'obra social de la Caixa d'estalvis del Penedès i s'hi construí una escola familiar agrària (Camp Joliu). Allà s'hi va impartir formació professional agrària de primer i segon grau basada en un sistema pedagògic d'alternança (una setmana a l'escola i dues treballant a la seva explotació agrària). Posteriorment l'escola ha derivat en un centre formatiu amb ensenyaments des d'infantil fins a batxillerat i en horari no lectiu és un campus esportiu i de lleure.